# Vous et nous
Albums de Brigitte Fontaine
Le Bonheur
(1975) Les églantines sont peut-être formidables
(1980)
Vous et nous est le huitième album de Brigitte Fontaine, accompagnée par Areski Belkacem. Sorti en 1977, il parut en deux versions :
- Une version 33 tours contenant douze chansons
- Un double 33 tours de trente-trois titres. C'est celle-ci que reprend le CD.

Ces morceaux sont tantôt très dépouillés dans leurs orchestrations low-fi (voix a cappella ou accompagnées d'une guitare sèche et parfois de quelques percussions), tantôt plongés dans les prémices de la musique électronique. Le titre Patriarcat, où se confondent boîte à rythmes, Minimoog, bandonéon et guitare électrique est à cet égard l'une des plus étonnantes chansons enregistrées par Brigitte Fontaine, qui slame ici avant l'heure un texte où elle appelle les hommes à abandonner la violence et la raison pour s'abandonner aux sensations et aux sentiments. Le morceau titre Vous et nous a donné lieu à deux versions : l'une résolument moderne et électronique, l'autre évoquant la Renaissance. D'une autre manière, Je t'aimerai est également décliné en deux versions : l'une par Brigitte seule et l'autre en duo avec Areski.
Parmi les nombreuses chansons de l'album, La Harpe jaune est un portrait tendre et fantaisiste d'Areski ; dans un style onirique proche, Le Repas des dromadaires dessine un monde idéal, innocent, une sorte d'Éden païen ; à l'opposé, Cher et Le Brin d'herbe dénonce une société de consommation nocive tant pour le genre humain que pour la nature.  
Cet album est réédité en 2018 par le label Kythibong.  

## Accueil critique
- Le Monde de la musique (juin 1978, p. 71) - "[...] le charme étrange de la chanson [...] qui ronronne, qui exulte tout au long d'un long album, comme nous n'aurons sans doute pas l'occasion d'en revoir avant longtemps[3]." - Jacques Marquis

## Liste des titres

### Version courte
Face A :
| No | Titre                  | Durée |
| -- | ---------------------- | ----- |
| 1. | La Harpe jaune         | 2:47  |
| 2. | Je suis venu te voir   | 3:07  |
| 3. | Vous et nous           | 2:23  |
| 4. | Ce n'est pas un ennemi | 2:12  |
| 5. | Cher                   | 2:22  |
| 6. | Diabolo                | 2:13  |

Face B :
| No | Titre                    | Durée |
| -- | ------------------------ | ----- |
| 1. | Le Repas des Dromadaires | 3:02  |
| 2. | L'Amour parfait          | 2:41  |
| 3. | Personne                 | 1:55  |
| 4. | Je t'aimerai             | 3:00  |
| 5. | Les Muzdus               | 2:55  |
| 6. | Petit sapin              | 2:17  |

### Version longue
Face A
| No | Titre                | Durée |
| -- | -------------------- | ----- |
| 1. | Vous et nous         | 1:59  |
| 2. | Patriarcat           | 6:46  |
| 3. | Mon enfance          | 1:41  |
| 4. | Vent d'automne       | 1:45  |
| 5. | Le Serveur du dôme   | :49   |
| 6. | Je suis venu te voir | 3:09  |
| 7. | Rien que changer     | 1:19  |

Face B
| No  | Titre                    | Durée |
| --- | ------------------------ | ----- |
| 8.  | Le ciel est doux         | 1:45  |
| 9.  | Les Épis                 | 2:04  |
| 10. | Le Repas des dromadaires | 3:07  |
| 11. | Vous et nous             | 2:25  |
| 12. | L'Amour parfait          | 2:45  |
| 13. | Un soleil                | 2:35  |
| 14. | Dans ma rue              | 4:36  |
| 15. | L'Orage est fini         | 1:40  |
| 16. | Gamme                    | :10   |

Face C
| No  | Titre                  | Durée |
| --- | ---------------------- | ----- |
| 17. | Le Brin d'herbe        | 1:10  |
| 18. | La Harpe jaune         | 2:50  |
| 19. | Je t'aimerai           | 3:11  |
| 20. | Diabolo                | 2:18  |
| 21. | Cher                   | 2:26  |
| 22. | Ce n'est pas un ennemi | 2:14  |
| 23. | Encaustique            | :55   |
| 24. | Petit sapin            | 2:19  |

Face D
| No  | Titre                    | Durée |
| --- | ------------------------ | ----- |
| 25. | Mon lit                  | 1:02  |
| 26. | Je t'aimerai             | 2:52  |
| 27. | La Déchirure             | 1:29  |
| 28. | Le Petit cheval bleu     | :34   |
| 29. | Personne                 | 1:58  |
| 30. | Les Roses sont farouches | 1:25  |
| 31. | Le Bouc                  | 2:10  |
| 32. | Dessin                   | :39   |
| 33. | Les Muzdus               | 3:00  |